# Gare de La Tour-de-Salvagny
Gare de La Tour-de-Salvagny – przystanek kolejowy w La Tour-de-Salvagny, w departamencie Rodan, w regionie Owernia-Rodan-Alpy, we Francji. 
Jest przystankiem kolejowym Société nationale des chemins de fer français (SNCF), obsługiwanym przez pociągi TER Rhône-Alpes (linia Sain-Bel - Lyon).

## Położenie
Znajduje się na km 11,207 linii Lyon – Montbrison, na wysokości 271 m n.p.m., pomiędzy stacjami Casino-Lacroix-Laval i Lentilly - Charpenay.

## Linie kolejowe
- Lyon – Montbrison